# Sybra pseudincaniformis
Sybra pseudincaniformis là một loài bọ cánh cứng trong họ Cerambycidae.